# Lei Zamudio
A Lei 20.609, "Lei Antidiscriminação" ou "Lei Zamudio", é uma lei chilena que tem por objetivo fundamental instaurar um mecanismo judicial que permita estabelecer eficazmente o império da lei toda a vez que se cometa um ato de discriminação arbitrária, ao realizar um procedimento judicial e sanções jurídicas.
Foi promulgada pelo presidente Sebastián Piñera o 12 de julho de 2012 e publicada no Diário Oficial o 24 de julho do mesmo ano.

## História
As origens da lei Nº20.609 remontam-se à proposta apresentada no dia 22 de março de 2005 pelo ex-presidente Ricardo Lagos (boletim 3815) à Câmara dos Deputados. Esta iniciativa foi analisada e estudada pela Comissão de Direitos Humanos e de Constituição, sendo aprovada e despachada à Câmara Revisora. No Senado, o projeto foi proposto à Comissão de Direitos Humanos, que apresentou seu relatório em 19 de abril de 2006. Foi aprovado no dia 2 de maio, onde ficou estabelecido um prazo de um mês para apresentar as indicações. No entanto, a data foi postergada em duas ocasiões, fazendo com que a Comissão tivesse que apresentar um segundo relatório, no dia 3 de janeiro de 2007. Mas, no dia 9 de janeiro, os Comitês decidiram acabar com o trânite e ela foi enviada para as Comissões Unidas de Direitos Humanos e Constituição. Finalmente, depois do relatório apresentado por esta última comissão, o Senado aprovou e introduziu novas modificações às indicações propostas, mas no dia 10 de novembro de 2011 o projeto foi despachado a um terceiro trâmite constitucional.
No terceiro trâmite constitucional, a Câmara de Deputados recusou as modificações feitas pelo Senado, e o projeto foi remetido a uma Comissão Mista. Ela emitiu seu relatório no dia 7 de maio de 2012, sendo aprovado por ambas câmaras o 10 de maio. Depois, a câmara de deputados enviou um oficio ao tribunal constitucional sobre o projeto original e as modificações posteriores. O projeto foi aprovado com suas modificações no dia 10 de maio de 2012, mas foi enviado um oficio pela câmara de deputados ao executivo, para que finalmente a lei fosse promulgada.
A nova lei Nº20.609 foi promulgada o 12 de julho de 2012 e publicada o 24 de julho do mesmo ano.

### Assassinato de Daniel Zamudio

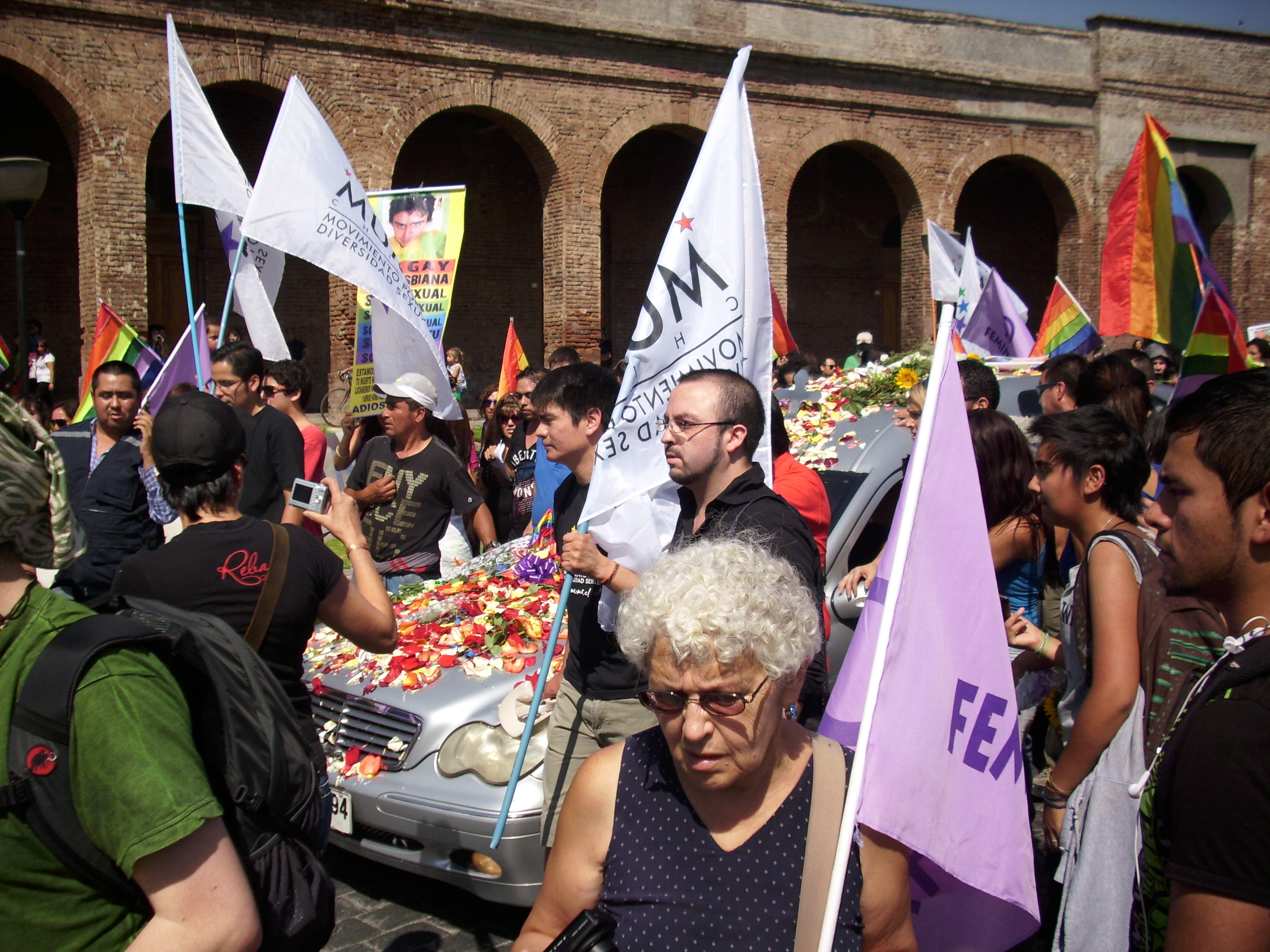
O assassinato do jovem Daniel Zamudio foi peça-chave na tramitação do projeto de lei.

A Lei Antidiscriminação só foi considerada urgente depois que, em 2 de março de 2012, Daniel Zamudio foi espancado por quatro indivíduos, dos quais dois eram neonazistas, e morreu no dia 27. A morte revelou a falta de legislação que existia no Chile sobre tolerância sexual, xenofobia e discriminação em geral. Outros casos ocorridos durante o mesmo ano, como por exemplo o caso Atala, que foi levado à Corte Interamericana de Direitos Humanos depois que o governo chileno retirou a proteção das filhas da juíza Karen Atala por elas serem lésbicas. Assim, variados organismos como Movimento de Integração e Libertação Homossexual ou a Fundação Iguais têm ajudado noprocesso de concientização e abertura no Chile, sendo o caso  Zamudio um dos mais emblemáticos dos últimos tempos, razão pela qual a lei foi batizada com seu nome.

## Objetivo
A Lei Antidiscriminação ou Lei Zamudio tem por propósito, segundo o artigo primeiro, “instaurar um mecanismo judicial que permita restabelecer eficazmente o império do direito toda a vez que se cometa um ato de discriminação arbitrária”.
O conceito está ligado ao art. 19 n.° 2 da Constituição Política da República de Chile, que consagra o princípio e direito fundamental de igualdade perante a lei, que em seu inciso segundo dispõe que “nem a lei nem autoridade alguma poderão estabelecer diferenças arbitrárias”. A lei Antidiscriminação é, portanto, constitucional, já que pune as discriminações arbitrárias e permite as discriminações não arbitrárias e justificadas, que precisam ser baseadas em outro direito fundamental.

## Conteúdo
A chamada Lei Antidiscriminação, possui 18 artigos, (dentro de três títulos) que estabelecem medidas contra as discriminações arbitrárias e um procedimento judicial para restabelecer o direito quando se cometa um ato desse tipo. Ademais, manda a implementação de políticas governamentais destinadas a garantir a toda a pessoa, o gozo e exercício de seus direitos e liberdades reconhecidos pela Constituição Política da República de Chile. Depois, define o que é discriminação e estabelece os critérios específicos para qualificar a arbitrariedade do ato discriminatório. Finalmente refere-se ao processo e tramitação judicial apropriada em frente aos atos discriminatorios.

### Definição de discriminação
Para sua aplicação, a lei estabelece uma definição de discriminação arbitrária, no artigo 2.º: "Toda a distinção, exclusão ou restrição que careça de justificativa razoável, efetuada por agentes do Estado ou particulares, e que cause privação, perturbação ou ameaça no exercício legítimo dos direitos fundamentais estabelecidos na Constituição Política da República ou nos tratados internacionais sobre direitos humanos ratificados pelo Chile e que se encontrem vigentes".
No mesmo artigo, em seu inciso terceiro, estão estabelecidas exceções à categoria de discriminação arbitrária, considerando razoáveis distinções, exclusões ou restrições sobre a base de um direito fundamental do artigo 19 da Constituição Política da República chilena, em especial os números 4° (direito à intimidade), 6° (direito à liberdade de culto, de consciência e de manifestação), 11.° (liberdade de ensino), 12.° (direito à saúde), 15.° (direito de associar-se sem permissão prévia, em onde entram em jogo os partidos políticos e o pluralismo político), 16.° (direito à liberdade de trabalho) e 21.° (direito a desenvolver qualquer atividade econômica). Porém, podem-se invocar outros direitos fundamentais para justificar uma discriminação, em virtude de que o artigo diz “se encontrem justificadas no exercício legítimo de outro direito fundamental”.
Neste caso, o juiz deve ponderar sobre os direitos fundamentais sob a igualdade ante a lei, levando em conta o peso ou importância que tenham ambos direitos, em relação com o caso concreto que se trate. Deve-se-lhes considerar a ambos como igualmente válidos, ainda que não similarmente apropriados para prevalecer no caso que se trate, de maneira que o resultado da ponderação é a aplicação de um só deles, ainda que sem que se declare a invalidez do outro.

### Mandato aos órgãos da Administração do Estado
Segundo o artigo primeiro da lei, em seu inciso segundo, dispõe que “corresponder-lhe-á à cada um dos órgãos da Administração do Estado, dentro de seu âmbito de concorrência, elaborar e implementar as políticas destinadas a garantir a toda a pessoa, sem discriminação arbitrária, o goze e exercício de seus direitos e liberdades reconhecidos pela Constituição Política da República, as leis e os tratados internacionais ratificados pelo Chile e que se encontrem vigentes”.
É importante destacar que esta disposição impõe uma obrigação legal a todos os órgãos da Administração do Estado, sem exceção alguma, para que adequem sua atuação e o exercício de suas funções, dentro de seu âmbito de concorrência, para garantir a toda a pessoa o goze e exercício de seus direitos e liberdades sem discriminação alguma. Os direitos e liberdades que se refere este artigo são os reconhecidos na Constituição, a lei e os Tratados Internacionais ratificados e vigentes, fazendo imediata e directamente obrigatória o aplicativo destas Fontes Formais do Direito aos órgãos da Administração do Estado para evitar casos de discriminação arbitrária dentro de seu âmbito de concorrência.
O que no fundo se diz é que o Estado não deve apenas abster-se de discriminar. Além disto, deve fazer algo, pois tem uma obrigação positiva. Isto implica, por exemplo, em gerar protocolos internos, incorporar estas variáveis na atenção ao público, capacitar os juízes, empresas, sindicatos, e incluir algumas modificações a seus corpos armados disciplinados.

### Norma penal especial
Com esta norma, modifica-se o artigo 12 do Código Penal relativo às circunstâncias que agravam a responsabilidade criminosa, com a finalidade de estabelecer uma nova agravante, esta é, a comissão do delito motivado pela discriminação. Esta nova agravante aplica-se para todos os âmbitos da lei, não importando se foi cometido um delito ou uma simples falta. 

## Direito comparado
Chile não foi o primeiro país em legislar sobre o tema. Há diversas experiências internacionais na luta contra a discriminação, tais como:
- Alemanha: A Lei Geral de Igualdade de Trato pune qualquer tipo de discriminação por raça, etnia, sexo, religião, incapacidade, idade ou identidade sexual.[13] Enquanto uma segunda lei proíbe a “incitação do ódio ao o povo” e penaliza o ataque pessoal por razões discriminatorias.
- África do Sul: A Constituição estabelece que nem o Estado e nem a sociedade civil podem exercer a discriminação arbitrária de forma direta ou indireta, entre outras razões, por raça, género, gravidez, estado civil, etnia ou origem social, cor, orientação sexual, idade, deficiência, religião, moral ou crenças.
- México: A Lei Federal para Prevenir e Eliminar a Discriminação, promulgada o 2003, define a discriminação como toda a distinção, exclusão ou restrição baseada em origem étnica ou nacional, sexo, idade, discapacidade, condição social ou econômica, condições de saúde, gravidez, língua, religião, opiniões, preferências sexuais, estado civil ou outros motivos.
- Brasil: A Constituição e a legislação trabalhista e de proteção à infância e ao adolescente castigam com multas e cárcere os atos discriminatorios ou atentatórios contra a dignidade das pessoas. E a Secretaria de Direitos Humanos, órgão ligado a Presidência da República, resguarda os direitos de lésbicas, gays, bisexuais, travestis e transsexuais.
- Estados Unidos: A legislação é variada e muito específica, existindo leis contra “crimes de ódio”, uma lei que permite o ingresso de homossexuais ao exército e leis federais contra a discriminação por gravidez ou discapacidade nos programas sociais.

Em contraparte, existem ainda vários países que têm legislações abertamente discriminatorias. A Nigéria, por exemplo, seguiu o caminho de Uganda e aprovou em 2014 uma lei que pune a homossexualidade com até 14 anos de prisão. A homossexualidade é ilegal em 78 países. Entre eles estão o Irã, Iémen e a Arabia Saudita, Mauritânia e o Sudão. Já países como a Somália penalizam a homossexualidade com a morte. No oriente médio, os países árabes no geral possuem uma legislação que prevê castigos desproporcionais entre homens e mulheres.

## Consequências
As principais conquistas da nova lei são: Um desenvolvimento legal do direito à igualdade ante a lei e a proibição da discriminação arbitrária, algo já consagrado na Constituição do Chile, mas que era necessário dar um desenvolvimento legislativo detalhado. Este desenvolvimento legislativo terá por fim definir que se entende por discriminação, incluir categorias suspeitas, estabelecer um mecanismo judicial para combater atos ou omissões discriminatorias e uma série de medidas especiais, como a agravante em casos de delitos motivados por algumas destas categorias.
Como foi dito na Corte Interamericana de Direitos Humanos no caso Atala: “Conquanto é verdadeiro que certas sociedades podem ser intolerantes a condições como a raça, sexo, nacionalidade ou a orientação sexual de uma pessoa, os Estados não podem utilizar isto como justificativa para perpetuar tratos discriminatorios”.
A segunda conquista foi a inclusão de uma série de categorias suspeitas, as quais em princípio, serão consideradas como discriminação arbitrária. Isto, salvo que se justifique muito bem (sobre a base de outro direito fundamental) o motivo do ato.
Terceiro, foi o fruto do árduo trabalho de diferentes minorias (com menos recursos e sem o apoio de lobistas profissionais) para conseguir a realização do projeto, destacando o primeiro recebimento formal no Congresso na história de Organização de Transsexuais pela Dignidade da Diversidade.
Por último, foi a modificação de algumas das questões mais polêmicas, como o trecho que vinculava a homossexualidade ou transexualidade com a pedofilia, ou a exclusão da categoria de identidade de gênero na agravante penal.
Mas esta lei deixou alguns aspectos importantes de lado, como a falta de medidas afirmativas para corrigir as discriminações, isto é, outorgar tratamento diferenciado para eliminar obstáculos factuais no exercício pleno de certos direitos. Óscar Rementería, porta-voz do Movilh, tem dito que a lei “não especifica nem datas, nem prazos, nem como deve ser levado a cabo esse processo. É só uma declaração de boa vontade. Não existe uma responsabilidade delimitada”, por outro lado, Pablo Simonetti, presidente da Fundação Iguais, afirma que "o foco deveria estar em políticas de prevenção e educação. “Precisa-se uma instituição do Estado que tenha orçamento e poder efetivo para intervir nos trabalhos sectoriais da cada ministério". De acordo com o Supremo Tribunal Federal brasileiro, este tipo de medidas não são incompatíveis com a obrigação constitucional que pesa sobretudo Estado moderno de “fazer algo” por erradicar situações discriminatorias.